# 福村心優美
福村 心優美（ふくむら こゆみ、2006年6月29日 - ）は、日本の女子バレーボール選手である。

## 来歴
東京都生まれ、埼玉県育ち。
越谷市立栄進中学校時代には全日本中学校選手権でベスト8、全国都道府県対抗中学大会では埼玉県代表として出場し、いずれも優秀選手を受賞した。
就実高等学校に進学し、1年生からエースアタッカーを務める。2023年の第75回全日本高等学校選手権大会（春高バレー）に出場予定であったが、新型コロナの影響で実施された抗原検査で陽性者が出たため初戦となる2回戦で棄権となった。
2024年の第76回大会では1回戦から決勝まですべてストレート勝ちでの優勝を果たし、自身は最優秀選手賞を受賞。
2025年の第77回大会では優勝した共栄学園高等学校に準決勝で敗れた。
2025年2月、SVリーグの大阪マーヴェラスへの入団内定が発表された。同年4月6日の2024-25シーズン第22節・NECレッドロケッツ川崎戦で内定選手として初出場を果たした。
2025年、日本代表登録メンバーに初選出された。同年7月、U21世界選手権代表に選出された。

## 球歴
- U21日本代表
  - U21世界選手権 - 2025年
- 日本代表（2025年）

## 所属チーム
- 越谷市立栄進中学校（2019-2022年）
- 就実高等学校（2022-2025年）
- 大阪マーヴェラス（2025年-）

## 受賞歴
- 2021年 - 全日本中学校選手権大会 優秀選手
- 2021年 - 全国都道府県対抗中学大会 優秀選手
- 2023年 - 令和5年度全国高等学校総合体育大会 優秀選手[17]
- 2024年 - 第76回全日本高等学校選手権大会 最優秀選手
- 2024年 - 令和6年度全国高等学校総合体育大会 ベスト6・優秀選手[18]
- 2025年 - 第77回全日本高等学校選手権大会 優秀選手